# The Dancin' Fool
The Dancin' Fool è un film muto del 1920 diretto da Sam Wood. La sceneggiatura è tratta dal racconto The Dancin' Fool di Henry Payson Dowst pubblicato in The Saturday Evening Post del maggio 1919.

## Trama
Arrivato dalla campagna, Sylvester Tibble trova lavoro in città dallo zio. Una sera, il giovane si reca in un cabaret dove conosce Junie Budd, una ballerina che gli insegna a danzare. I due diventano partner e hanno successo a Broadway. Dopo una lunga tournée, Sylverster, tornato a casa, scopre che un concorrente sta per acquisire l'attività dello zio. Benché quest'ultimo lo abbia sempre definito matto per aver scelto la danza, Sylvester impiega il suo denaro per salvarlo, adottando moderne tecniche di marketing per allargare il mercato e conquistare nuovi clienti. Il giovanotto diventa così partner dello zio per quello che riguarda l'attività commerciale, e partner a vita di Junie, con la quale alla fine si sposa.

## Produzione
Il film fu prodotto dalla Famous Players-Lasky Corporation

## Distribuzione
Distribuito dalla Paramount-Artcraft Pictures, uscì nelle sale cinematografiche USA il 2 maggio 1920. Il film fu distribuito anche nel Regno Unito (16 maggio 1921) e, con il titolo Le Débrouillard, in Francia (22 giugno 1923).